# Chromatoiulus imbecillus
Chromatoiulus imbecillus är en mångfotingart som beskrevs av Carl Graf Attems 1935. Chromatoiulus imbecillus ingår i släktet Chromatoiulus och familjen kejsardubbelfotingar.

## Underarter
Arten delas in i följande underarter:
- C. i. attenuatus
- C. i. copanensis